# Амели ле Бен Палалда
Амели ле Бен Палалда (фр. Amélie-les-Bains-Palalda) је насељено место у Француској у региону Лангдок-Русијон, у департману Источни Пиринеји.
По подацима из 2011. године у општини је живело 3688 становника, а густина насељености је износила 125,31 становника/km².

## Демографија
| 1962. | 1968. | 1975. | 1982. | 1990. | 2011. |
| ----- | ----- | ----- | ----- | ----- | ----- |
| 3.001 | 3.662 | 3.908 | 3.713 | 3.239 | 3.688 |